# Поморник довгохвостий
Поморник довгохвостий (Stercorarius longicaudus) — морський птах з родини поморникових (Stercorariidae). Найменший за розміром вид у родині. Гніздиться в арктичних регіонах Євразії та Північної Америки. В Україні рідкісний залітний птах.

## Опис

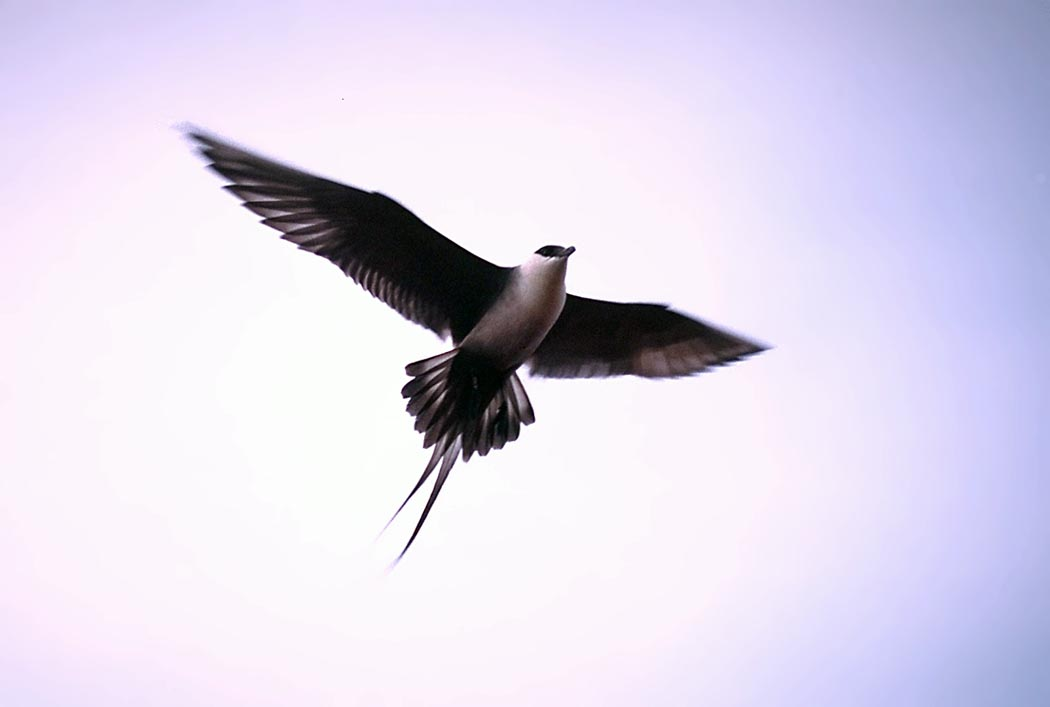
У польоті

Верх голови і задня сторона шиї має чорно-блискуче забарвлення. Горло і груди мають біле забарвлення, на горлі можна побачити жовтуватий відтінок. Спина і вся верхня частина крил пофарбовані в чорно-зелений колір. Примітний довгий хвіст, що дав цьому виду його назву. Молодий птах сірувато-бурий, з жовтуватими вузькими поперечними смугами, голова світліша, основа крайніх першорядних махових пер зверху і зі споду білувата, хвіст без видовжених пер, загострений.

## Поширення
Гніздиться в арктичних регіонах Євразії та Північної Америки. На Алясці і на півночі Росії він зустрічається трохи частіше, ніж в інших частинах Арктики. Території, де довгохвостий поморник проводить зиму, розташовані в південній частині Атлантичного океану і в Тихому океані. В Україні дуже рідкісний залітний птах спостерігали його на Сиваші і біля Києва[джерело?].

## Підвиди
Виділяють два підвиди:
- S. l. longicaudus — Vieillot, 1819 — номінативний, поширений у північній Скандинавії та Росії;
- S. l. pallescens — Løppenthin, 1932 — зустрічається в західному Сибіру, арктичній Північній Америці та в Гренландії.

## Чисельність
Гніздову популяцію в Європі оцінюють у 19 800-53 000 пар, або 39 700—106 000 дорослих особин. В Європі гніздиться близько 15 % світової популяції, тому дуже приблизно її оцінюють у 265 000—710 000 дорослих особин.

## Поведінка
Вони живляться гризунами, зокрема лемінгами та полівками, полює на птахів, землерийок, комах та споживає ягоди. Зимовий раціон складається, очевидно, з риби, морських безхребетних, ракоподібних та падло.

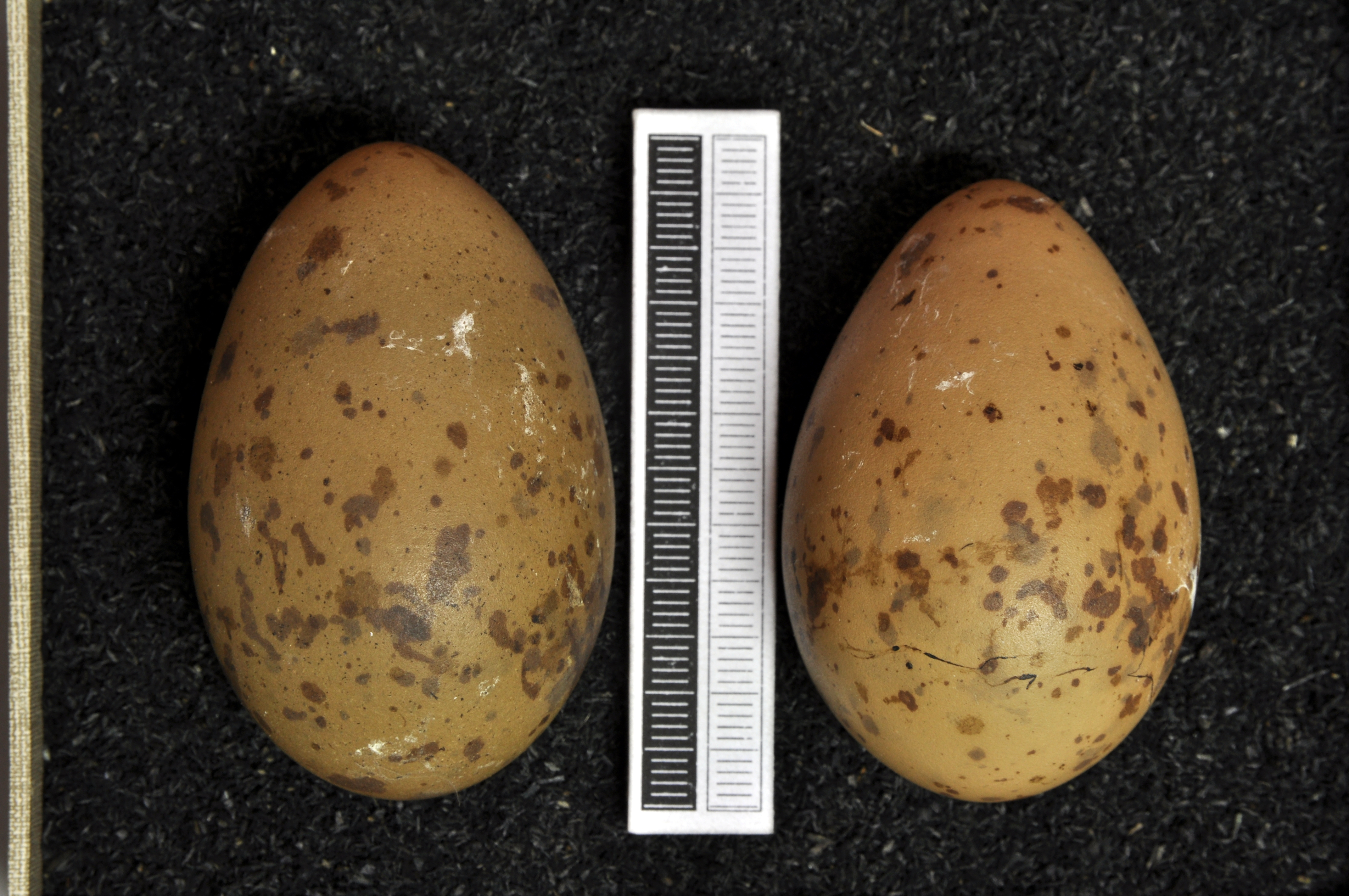
Кладка в оологічній колекції

Тривалість насиджування близько 23-25 діб. Максимальний розмір кладки два яйця оливкового або зеленувато-бурого кольору з рідкими темно-бурими плямами. Пташенята покидають гніздо за один-два дні після появи на світ, ховаючись потім в низькорослій рослинності від хижаків, зокрема таких як песець. Набувають пір'яного вбрання пташенята на 22-27 день.

## Охорона
Загрозливими чинниками для поморника довгохвостого є забруднення морів, знищення чисельності лемінгів через зміни клімату та відстріл на корм собакам в Гренландії.